# 科莫蘭島
科莫蘭島是印度尼西亞的島嶼，位於約斯·蘇達索島以南的新畿內亞南岸沿海區域，座標位置8°20′S 138°44′E / 8.333°S 138.733°E，面積695平方公里，由巴布亞省負責管轄。
8°20′0″S 138°44′0″E / 8.33333°S 138.73333°E